# Bror Wahlström
Bror Evald "Kalven" Wahlström, född 3 mars 1907 i Göteborgs Kristine församling, död 10 juni 1953, var en svensk fotbollsspelare (halvback) som på 1930-talet representerade Gais och Gårda BK i allsvenskan.

## Karriär
Wahlström spelade sin första allsvenska match för Gais under guldsäsongen 1930/1931, då han borta mot IFK Malmö den 19 oktober 1930 spelade högerytter i stället för skadade Gunnar Olsson när ett reservbetonat Gais vann med 3–2. Han hade dock svårt att ta en plats i det starka Gaislaget, och spelade bara ytterligare ett par matcher i allsvenskan innan han till sist blev ordinarie säsongerna 1933/1934 och 1934/1935. Han gjorde totalt 42 allsvenska matcher för klubben men mäktade inte med något mål. När säsongen 1935/1936 drog i gång tappade han sin plats i Gais, och senare under hösten gick han till Gårda BK.

## Spelstil
Wahlström har kallats "en trettiotalets Ulf Köhl" som "skapade mycket, brände nästan allt."